# Orlane dos Santos
Orlane Maria Lima dos Santos (née le 9 décembre 1966) est une athlète brésilienne spécialiste du saut en hauteur. Elle s'est également distinguée au saut en longueur, à l'heptathlon et sur le 100 mètres haies. Elle a détenu le record d'Amérique du Sud du saut en hauteur, qui sera battu par Solange Witteveen, et détient encore celui du Brésil.

## Biographie

### Palmarès
| Date | Compétition                            | Lieu          | Résultat | Épreuve     | Performance |
| ---- | -------------------------------------- | ------------- | -------- | ----------- | ----------- |
| 1983 | Championnats ibéro-américains          | Barcelone     | 1re      | Hauteur     | 1,80 m      |
| 1983 | Championnats d'Amérique du Sud         | Santa Fe      | 3e       | 100 m haies | 14 s 4      |
| 1983 | Championnats d'Amérique du Sud         | Santa Fe      | 1re      | Hauteur     | 1,80 m      |
| 1983 | Championnats d'Amérique du Sud         | Santa Fe      | 3e       | Longueur    | 5,79 m      |
| 1984 | Championnats panaméricains juniors     | Nassau        | 3e       | Hauteur     | 1,86 m      |
| 1984 | Championnats panaméricains juniors     | Nassau        | 1re      | Heptathlon  | 5 344 pts   |
| 1984 | Championnats d'Amérique du Sud juniors | Caracas       | 1re      | Hauteur     | 1,82 m      |
| 1984 | Championnats d'Amérique du Sud juniors | Caracas       | 2e       | Longueur    | 5.87 m      |
| 1984 | Championnats d'Amérique du Sud juniors | Caracas       | 1re      | Heptathlon  | 5 440 pts   |
| 1985 | Jeux mondiaux                          | Paris         | 12e      | Hauteur     | 1,80 m      |
| 1986 | Championnats ibéro-américains          | Séville       | 3e       | Hauteur     | 1,76 m      |
| 1987 | Championnats d'Amérique du Sud         | São Paulo     | 1re      | Hauteur     | 1,80 m      |
| 1987 | Championnats d'Amérique du Sud         | São Paulo     | 3e       | Longueur    | 5,90 m      |
| 1987 | Jeux panaméricains                     | Indianapolis  | 4e       | Hauteur     | 1,88 m      |
| 1987 | Jeux panaméricains                     | Indianapolis  | —        | Heptathlon  | DNF         |
| 1989 | Championnats d'Amérique du Sud         | Medellín      | 1re      | Hauteur     | 1,85 m      |
| 1990 | Championnats ibéro-américains          | Manaus        | 1re      | Hauteur     | 1,81 m      |
| 1990 | Championnats ibéro-américains          | Manaus        | 1re      | Heptathlon  | 5 723 pts   |
| 1991 | Championnats du monde en salle         | Séville       | 8e       | Hauteur     | 1,88 m      |
| 1991 | Jeux panaméricains                     | La Havane     | 5e       | Hauteur     | 1,75 m      |
| 1991 | Championnats d'Amérique du Sud         | Manaus        | 1re      | Hauteur     | 1,89 m      |
| 1993 | Championnats d'Amérique du Sud         | Lima          | 1re      | Hauteur     | 1,87 m      |
| 1994 | Championnats ibéro-américains          | Mar del Plata | 3e       | Hauteur     | 1,75 m      |
| 1995 | Championnats d'Amérique du Sud         | Manaus        | 1re      | Hauteur     | 1,80 m      |
| 1996 | Championnats ibéro-américains          | Medellín      | 1re      | Hauteur     | 1,86 m      |
| 1997 | Championnats d'Amérique du Sud         | Mar del Plata | 2e       | Hauteur     | 1,83 m      |

### Records
| Épreuve         | Épreuve   | Performance | Lieu      | Date            |
| --------------- | --------- | ----------- | --------- | --------------- |
| Saut en hauteur | Plein air | 1,92 m      | Bogota    | 11 août 1989    |
| Saut en hauteur | En salle  | 1,90 m      | Wuppertal | 14 février 1992 |